# Comuna Șoimuș, Hunedoara
Șoimuș (în maghiară: Marossolymos, în germană: Scholmosch, Falkendorf) este o comună în județul Hunedoara, Transilvania, România, formată din satele Bălata, Bejan, Bejan-Târnăvița, Boholt, Căinelu de Jos, Chișcădaga, Fornădia, Păuliș, Sulighete și Șoimuș (reședința).

## Demografie
Componența etnică a comunei Șoimuș
     Români (88,69%)
     Romi (2,24%)
     Alte etnii (0,77%)
     Necunoscută (8,3%)
Componența confesională a comunei Șoimuș
     Ortodocși (87,33%)
     Penticostali (1,18%)
     Alte religii (2,66%)
     Necunoscută (8,83%)
Conform recensământului efectuat în 2021, populația comunei Șoimuș se ridică la 3.386 de locuitori, în creștere față de recensământul anterior din 2011, când fuseseră înregistrați 3.371 de locuitori. Majoritatea locuitorilor sunt români (88,69%), cu o minoritate de romi (2,24%), iar pentru 8,3% nu se cunoaște apartenența etnică. Din punct de vedere confesional, majoritatea locuitorilor sunt ortodocși (87,33%), cu o minoritate de penticostali (1,18%), iar pentru 8,83% nu se cunoaște apartenența confesională.

## Politică și administrație
Comuna Șoimuș este administrată de un primar și un consiliu local compus din 13 consilieri. Primarul, Mihai-Gabriel Irimie[*], de la Partidul Național Liberal, este în funcție din 2012. Începând cu alegerile locale din 2024, consiliul local are următoarea componență pe partide politice:
|  | Partid                          | Consilieri | Componența Consiliului | Componența Consiliului | Componența Consiliului | Componența Consiliului | Componența Consiliului | Componența Consiliului | Componența Consiliului | Componența Consiliului | Componența Consiliului | Componența Consiliului |
|  | ------------------------------- | ---------- | ---------------------- | ---------------------- | ---------------------- | ---------------------- | ---------------------- | ---------------------- | ---------------------- | ---------------------- | ---------------------- | ---------------------- |
|  | Partidul Național Liberal       | 10         |                        |                        |                        |                        |                        |                        |                        |                        |                        |                        |
|  | Partidul Social Democrat        | 2          |                        |                        |                        |                        |                        |                        |                        |                        |                        |                        |
|  | Alianța pentru Unirea Românilor | 1          |                        |                        |                        |                        |                        |                        |                        |                        |                        |                        |

## Atracții turistice
- Biserica de lemn "Intrarea în Biserică a Maicii Domnului" din satul Căinelu de Jos, construcție secolul al XVIII-lea
- Biserica de lemn "Sfântul Nicolae" din satul Sulighete, construcție secolul al XVIII-lea, monument istoric
- Biserica de lemn "Sfântul Nicolae" din satul Șoimul, construcție 1705, monument istoric
- Situl arheologic din epoca bronzului de la Boholt
- Rezervația naturală "Boholt"

## Imagini

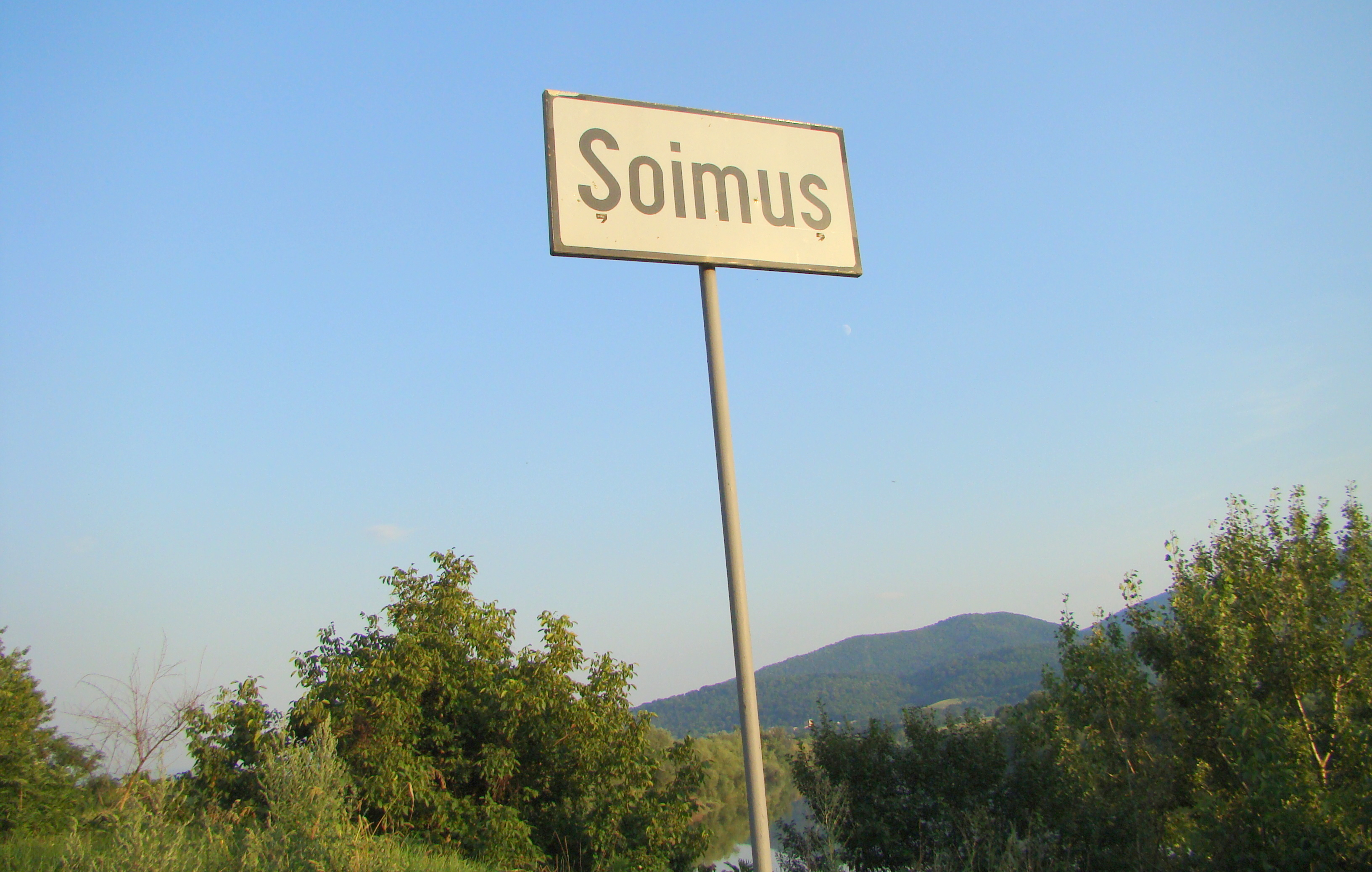
Intrarea în satul Șoimuș
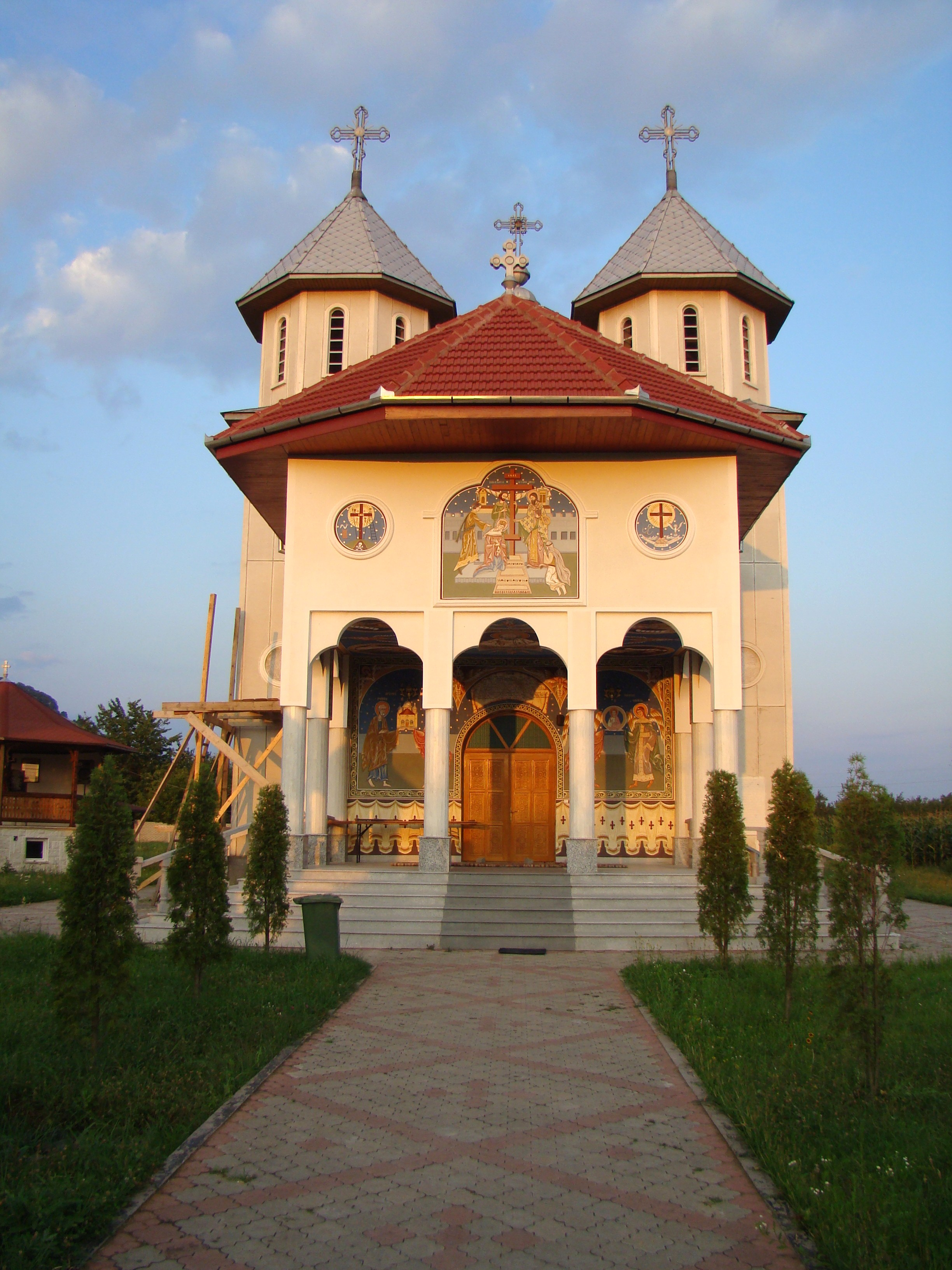
Biserica nouă de zid
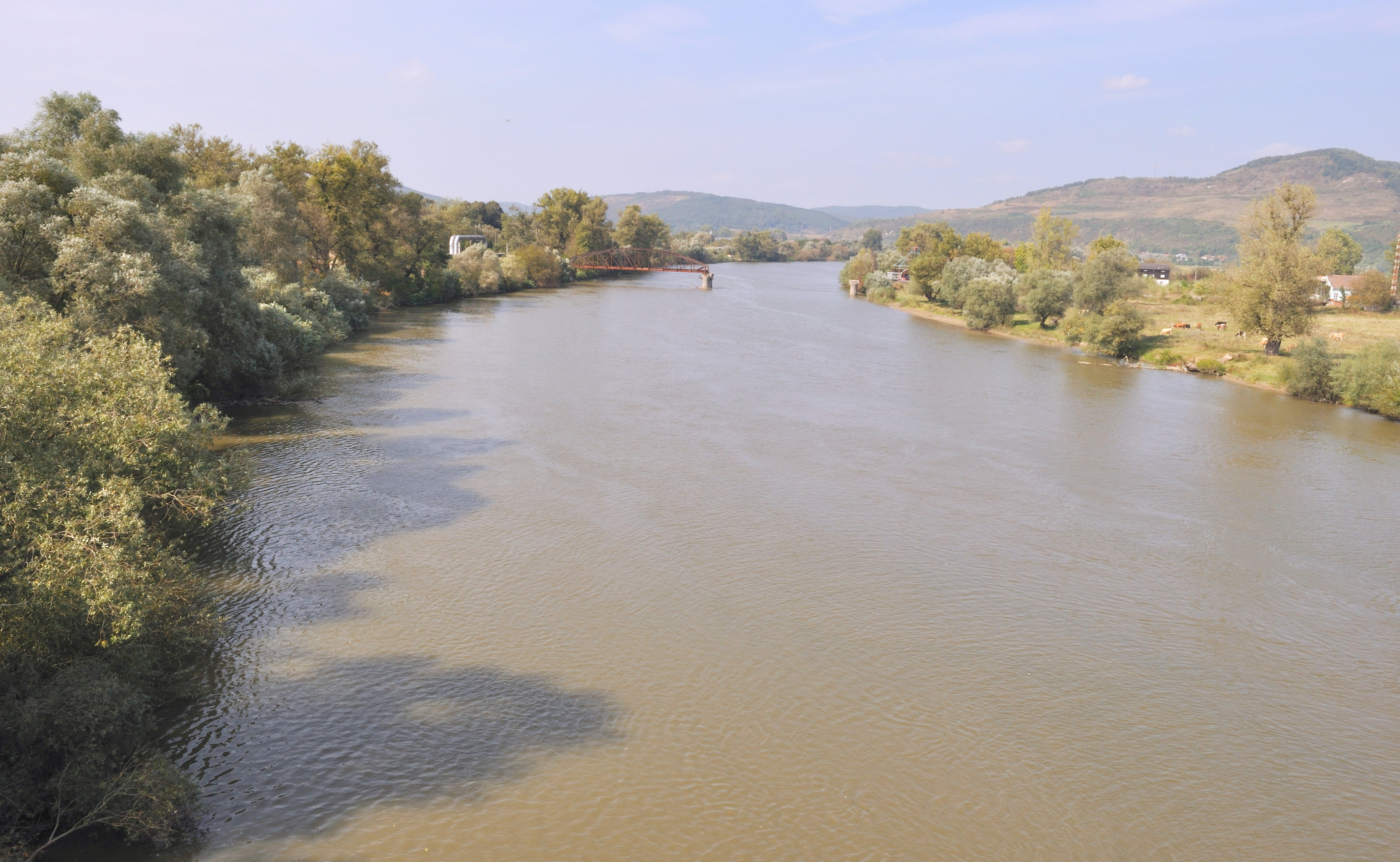
Râul Mureș la Șoimuș
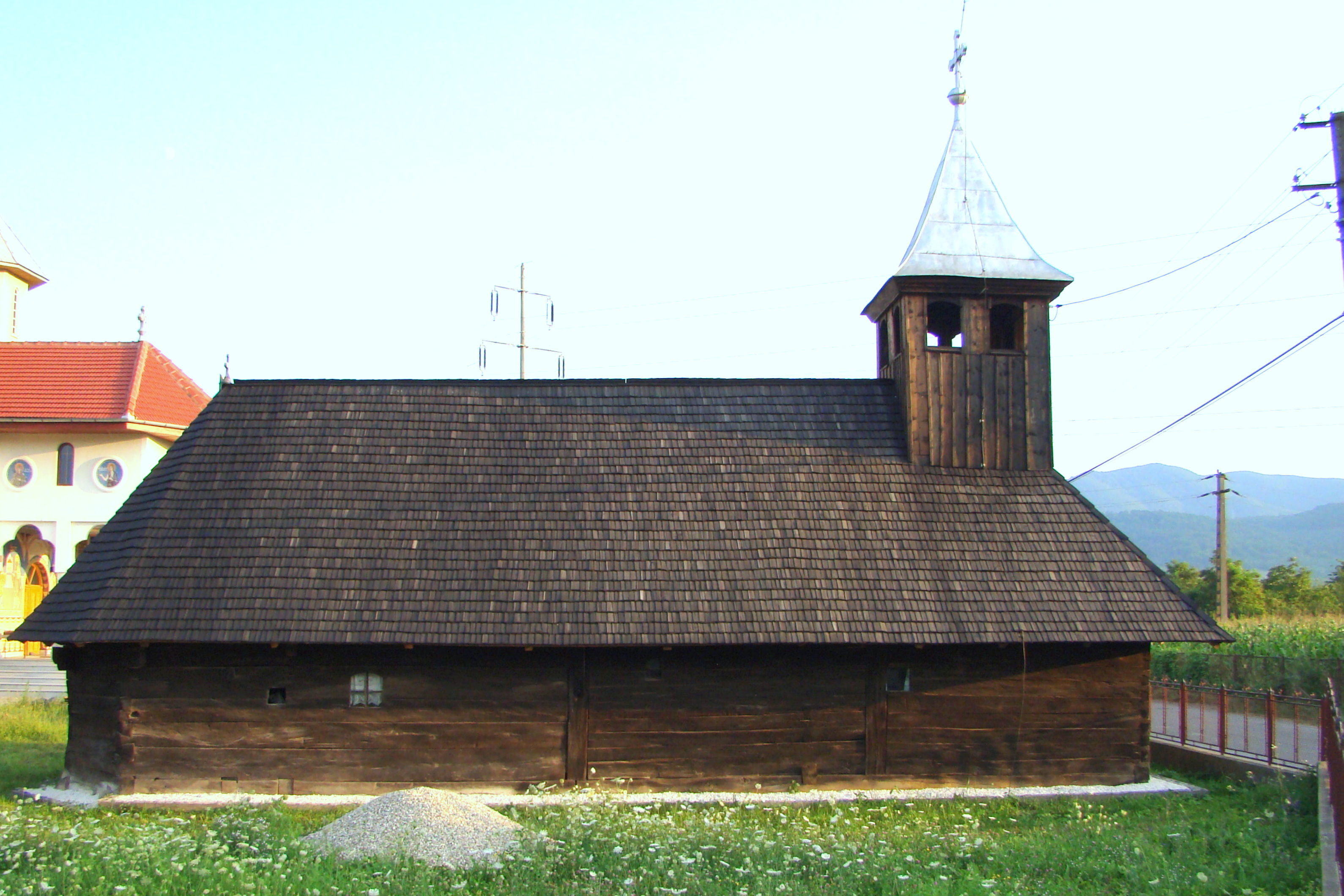
Biserica de lemn „Sf.Nicolae” (monument istoric)
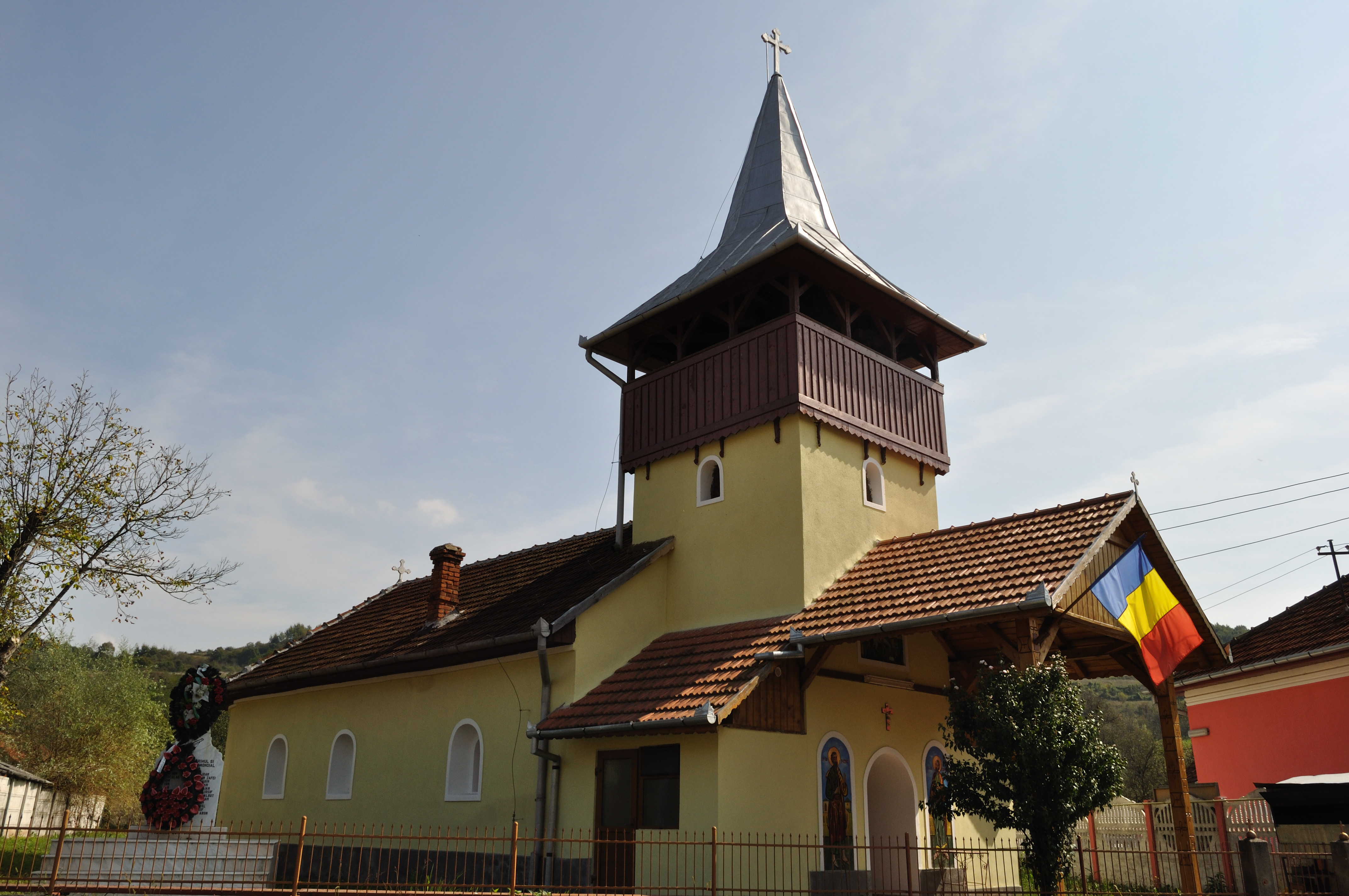
Biserica satului Boholt
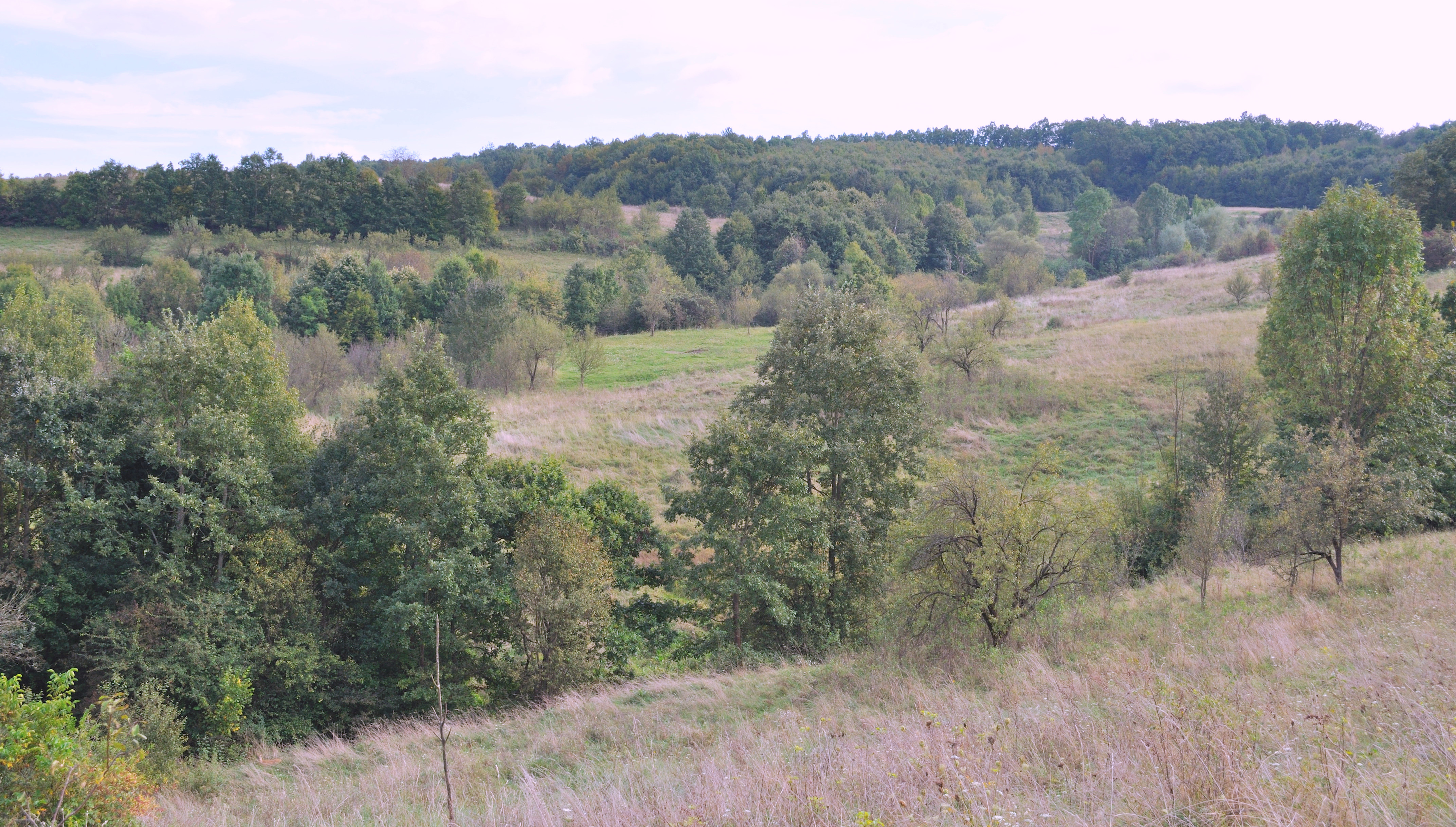
Căinelu de Jos
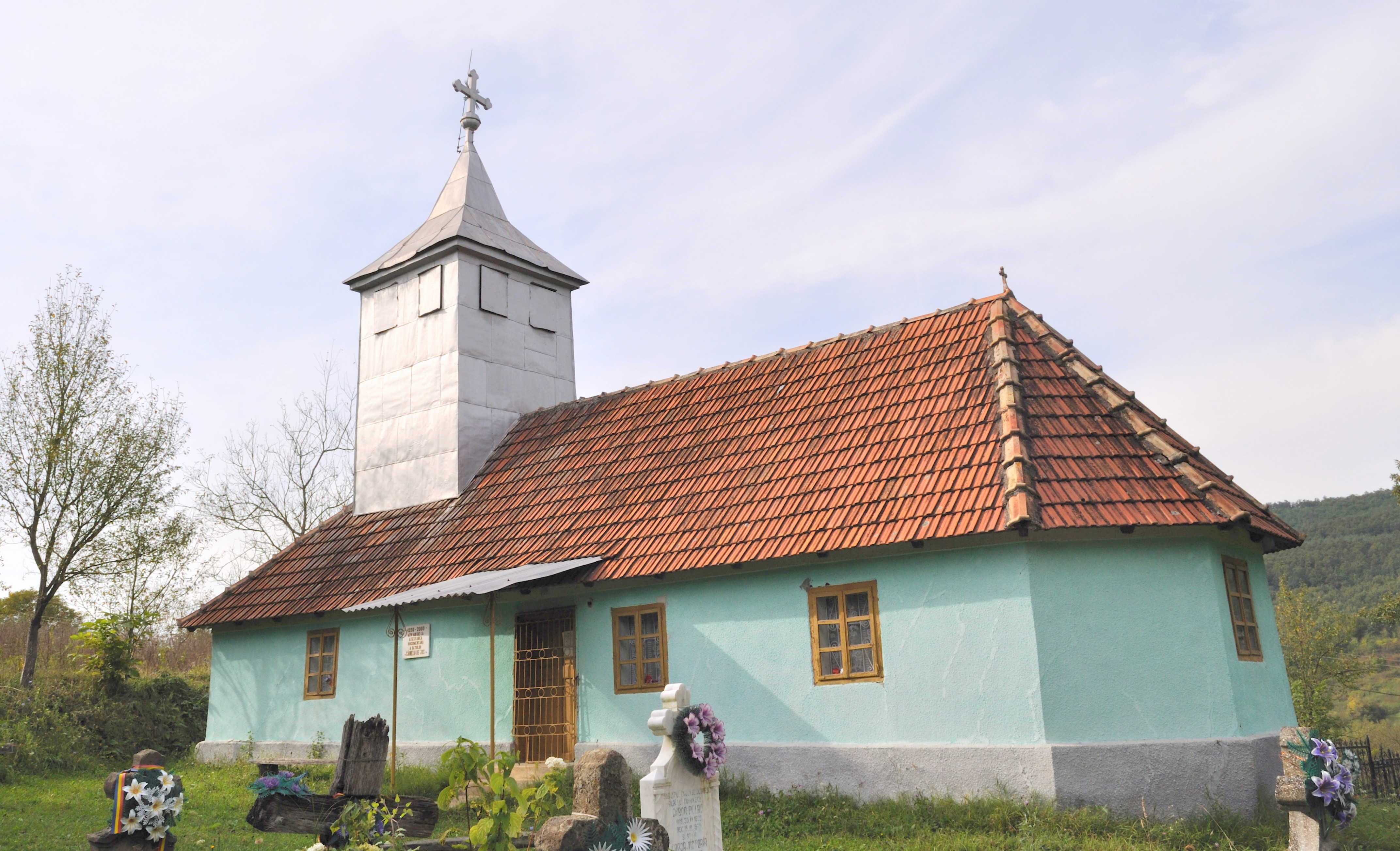
Biserica de lemn din Căinelu de Jos
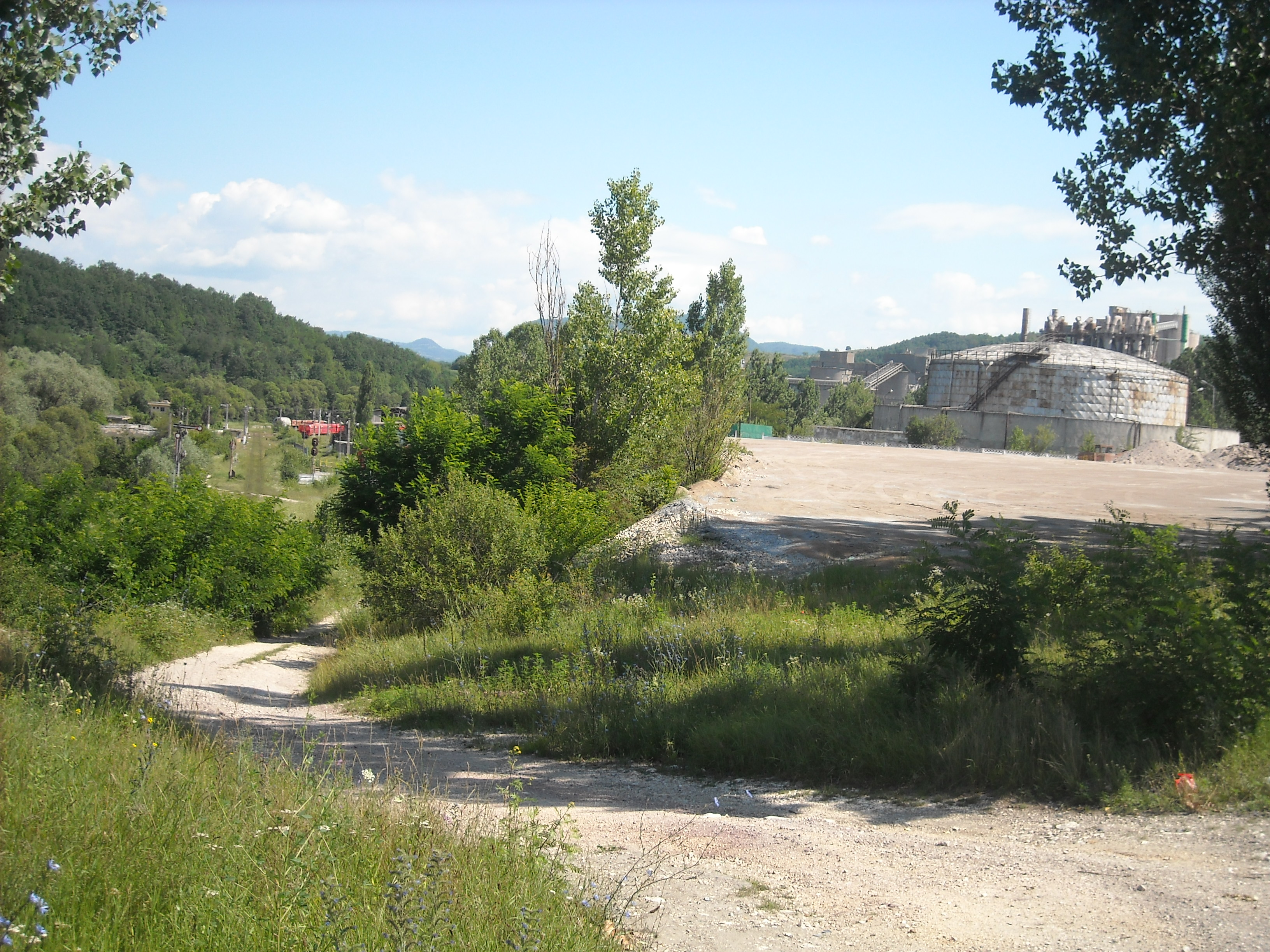
Fabrica de ciment din Chișcădaga
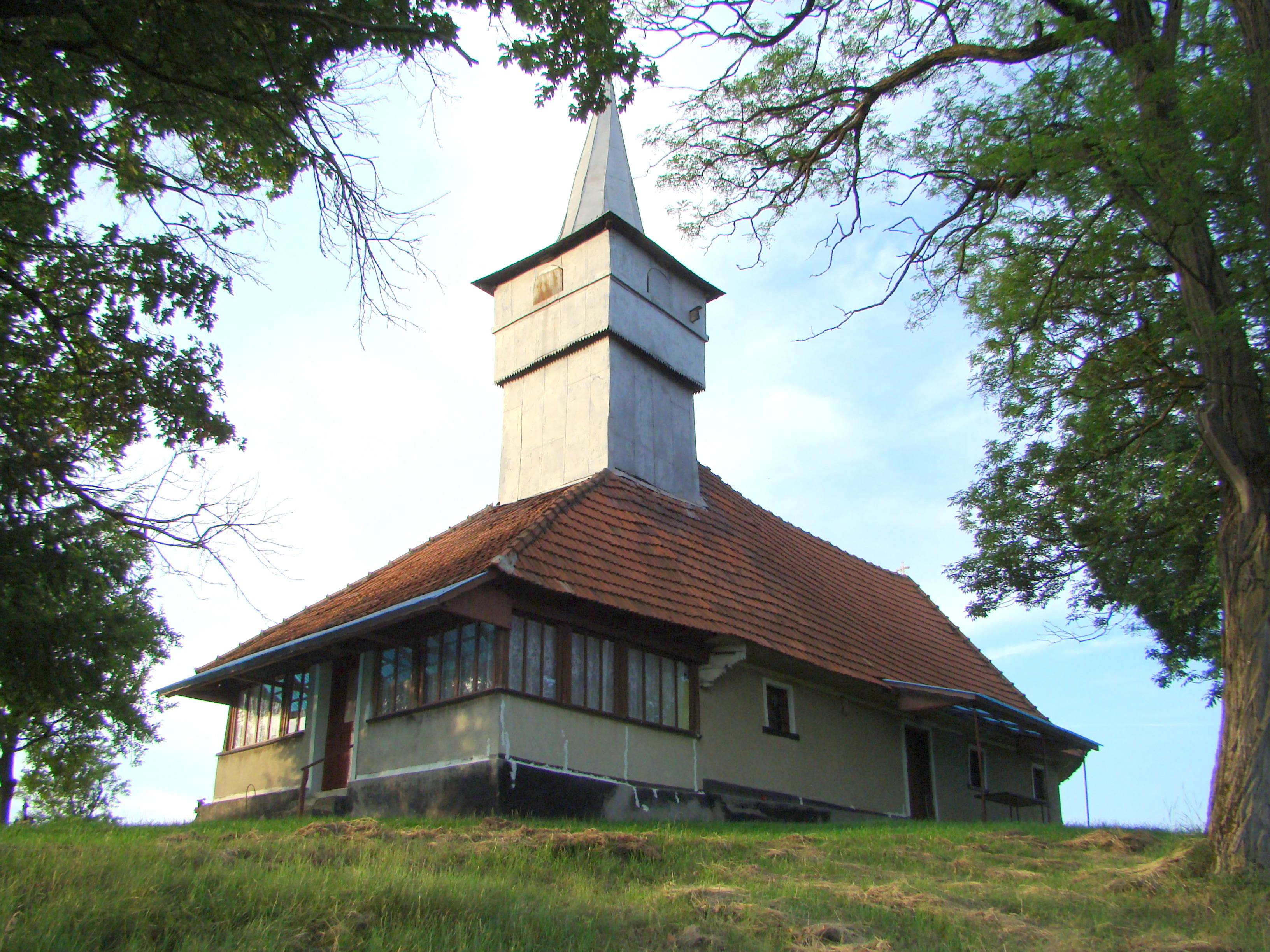
Biserica de lemn din Sulighete (monument istoric)
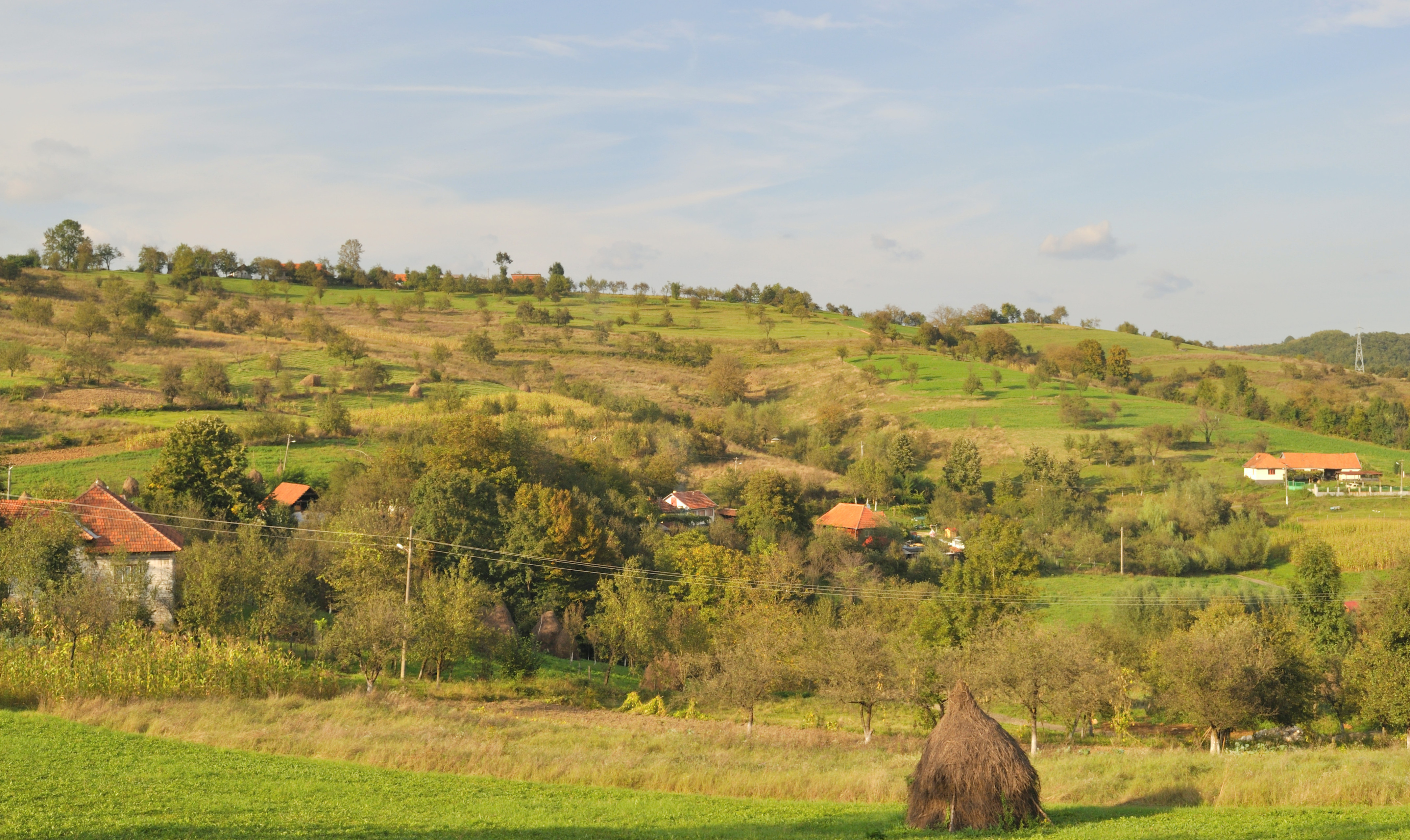
Satul Sulighete